# Армата (пушка)
Арма́та (от лат. arma — оружие) — одно из первых названий артиллерийских орудий, появившихся на Руси (в России) во второй половине XIV века.
Сам термин перешёл на Русь из Польши или Священной Римской империи.

## Первые упоминания
Впервые армата упоминается в так называемой Голицынской летописи, написанной полууставом при царе Алексее Михайловиче (правил 1645—1676). В ней говорится, что
Лета 6897 [1389] вывезли из немец арматы на Русь и огненную стрельбу и от того часу уразумели из них стреляти.— Голицынская летопись
Под тем же годом (6897) в Тверской летописи упомянуто: «Того же лета из Немець вынесоша пушкы».

## Характеристика
Ствол арматы состоял из свёрнутых кованых листов железа. Их швы заваривались, а сам ствол скреплялся железными обручами и устанавливался в деревянную колоду (станок). По своей конструкции они напоминали западноевропейские бомбарды.
Изначально, как сообщает Воскресенская летопись, они стреляли каменными ядрами веса «…яко можаку четыре мужи сильнии подъяти». Предположительно их диаметр имел около 40 сантиметров, а вес составлял не менее 10 пудов (≈164 кг). Также летопись сообщает, что метали их на «полтора перестрела». С учётом того, что под определением «перестрел» подразумевается полёт стрелы, дальнобойность армат имела 200―250 метров.

## Прежде на Руси
Ряд исследователей, как и энциклопедических изданий, традиционно указывали на то, что привезённые в 1389 году арматы были первыми артиллерийскими орудиями на Руси. Под тем же годом отмечали и начало «огненного боя» на Руси. Однако достоверно известно, что первые артиллерийские орудия — тюфяки (перс. тупанг) — были привезены в Москву из Булгара в 1376 году, в результате похода русской рати на волжских булгар, а в 1382 они эффективно использовались при обороне Москвы от войск хана Тохтамыша.
«Военный энциклопедический словарь» (БРЭ) пушки, оборонявшие Москву в 1382 году, ошибочно называет «арматами».